# 後藤高志
後藤 高志（ごとう たかし、1949年〈昭和24年〉2月15日 - ）は、日本の実業家。西武ホールディングス代表取締役会長 会長執行役員兼CEO、西武鉄道取締役会長、埼玉西武ライオンズ取締役オーナー、プリンスホテルズワールドワイド取締役、西武リアルティソリューションズ取締役、ところざわサクラタウンアドバイザーリーボード。

## 来歴・人物
東京都出身。成蹊中学校・高等学校、東京大学経済学部を卒業後、第一勧業銀行（現：みずほ銀行）入行。大学時代はラグビー部に所属した。
企画部副部長時代、総会屋利益供与事件に揺れる社内で「4人組」として改革の先頭に立つ。
2005年5月、メインバンクであるみずほコーポレート銀行（現：みずほ銀行）副頭取から、有価証券報告書への虚偽記載で揺らいだ西武鉄道社長に就任し、会社の体質の改革を掲げ、株主に「早期にいい形で」上場すると宣言。「峻別と集中」「企業価値の極大化」の2大コンセプトのもと経営改革を推進する。
2006年2月3日にグループ再編の一環として、西武HDが発足すると社長に就き、グループ再建に携わった。2020年以降は新型コロナウイルスの影響で悪化した財務体質の改善に向け、ホテルやレジャー施設など国内31施設をシンガポール政府系投資ファンド・GICに売却することを決めた。本業のもうけを示す営業利益が3年ぶりに黒字となり「最悪期は脱した」と判断から、2023年4月、西武HD会長に退き、後任には同じみずほ出身の西山隆一郎取締役常務執行役員が昇格した。

### 埼玉西武ライオンズオーナー
西武鉄道社長就任当初は、西武ライオンズオーナーには就かず、プリンスホテル硬式野球部マネージャーや日本野球連盟関東地区連盟事務局長を歴任した球界に明るい太田秀和社長をオーナー代行に指名し、球団運営を委ねていた。しかし2007年5月、球団がアマチュア選手らに不適切な金銭を供与していた問題の責任を取り太田が副社長に降格した事とを受け、取締役オーナーに就任する。
就任後は、球団名を「埼玉西武ライオンズ」に改めるなど、埼玉県を中心とした地域への密着に取り組むなど太田オーナー代行の路線を継承するだけでなく、堤義明オーナー時代には球団が極力扱わなかった福岡県を本拠地とした前身球団（西鉄クリッパース〜西鉄ライオンズ〜太平洋クラブライオンズ〜クラウンライターライオンズ）時代の球団史の再評価、福岡時代の球団OBとの関係修復・顕彰なども積極的に行っている。

## テレビ出演
- 日経スペシャル カンブリア宮殿 大復活スペシャル2017 "奇跡の大逆転"の舞台裏（2017年12月21日、テレビ東京）[8]